# 万栄県
万栄県（まんえい-けん）は中華人民共和国山西省運城市に位置する県。

## 歴史
1954年、万泉県と栄河県が統合され設置された。1958年に稷山県に編入されたが、1960年に再設置され現在に至る。

## 行政区画
- 鎮:解店鎮、通化鎮、漢薛鎮、栄河鎮、高村鎮
- 郷:万泉郷、里望郷、西村郷、南張郷、皇甫郷、賈村郷、王顕郷、光華郷、裴荘郷

## 名所
- 東岳廟・飛雲楼
- 稷王廟
- 后土廟・秋風楼 - 漢武帝が后土を祀り「秋風辞」を詠んだとされる。
- 孤峰山